# Agrupación Europea de Cooperación Territorial
La Agrupación Europea de Cooperación Territorial o AECT es un instrumento de cooperación establecido por el Parlamento Europeo y el Consejo en julio de 2006. Está dotada de personalidad jurídica propia para dar respuesta a las dificultades en la cooperación transfronteriza y facilitar y promover la cooperación transfronteriza, transnacional e interregional entre sus miembros.